# КК Беовук 72
КК Беовук 72 је српски кошаркашки клуб из Београда. Тренутно се такмичи у Кошаркашкој лиги Србије.

## Историја
Клуб основан 1972. године и познат је по раду са млађим категоријама. Власник клуба је кошаркашки тренер Миша Лакић.

## Учинак у претходним сезонама
| Сез.     | Првенство Србије - КЛС | Првенство Србије - Суперлига | Куп Србије | Регионално такмичење | Европско такмичење |
| -------- | ---------------------- | ---------------------------- | ---------- | -------------------- | ------------------ |
| 2015/16. | 7. место               | —                            | —          | —                    | —                  |
| 2016/17. | 6. место               | —                            | —          | —                    | —                  |
| 2017/18. | 10. место              | —                            | —          | —                    | —                  |
| 2018/19. | 14. место              | —                            | —          | —                    | —                  |

## Познатији играчи
- Дејан Милојевић
- Огњен Ашкрабић
- Владимир Штимац
- Александар Глинтић
- Саша Братић
- Предраг Савовић
- Ненад Шуловић
- Марко Шпица
- Драган Зековић
- Никола Марковић
- Стефан Фундић
- Немања Безбрадица